# Mémoires concernant les Chinois
Mémoires concernant les Chinois (etwa: Erinnerungen die Chinesen betreffend) ist eine umfassende Sammlung von Missionarsberichten aus China, die seit 1776 in Paris bei Nyon/Treuttel & Würtz erschienen und in Europa erstmals ein umfassendes Bild des Landes ermöglichten.

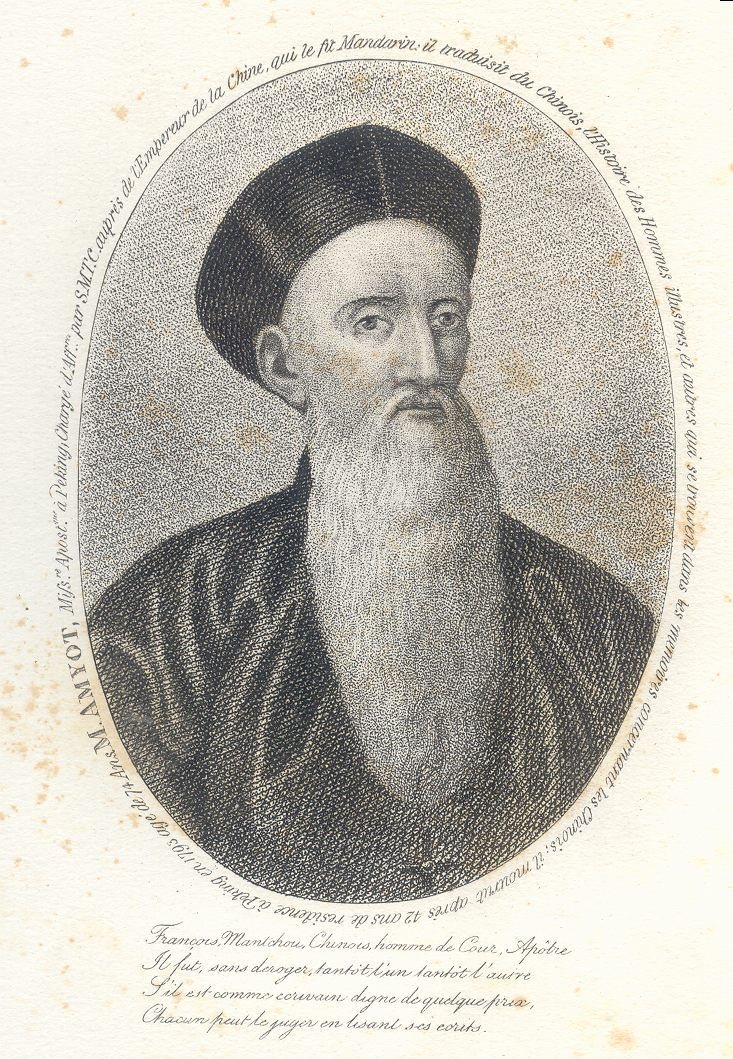
Joseph-Marie Amiot

## Die Sammlung
In dem von dem Hauptautor Joseph-Marie Amiot (1718–1793) und anderen (darunter Antoine Gaubil (1689–1759), Joseph-Henri Marie de Prémare (1666–1736), Pierre-Martial Cibot (1727–1780) und Aloys de Poirot (1735–1813)) herausgegebenen Sammelwerk von Jesuitennachrichten über China erschienen einige philosophische und historische Werke. Es enthält zahlreiche Erstübersetzungen chinesischer Werke in eine europäische Sprache. Ein Großteil der Kosten wurde dabei von dem Staatsminister und Finanzkontrolleur unter Ludwig XV. und Ludwig XVI. Henri Bertin (1720–1792) oder – letztendlich – von der französischen Krone getragen. Das Projekt wurde interessanterweise nach dem Verbot des Jesuitenordens 1764 in Frankreich und auch nach der Aufhebung des Jesuitenordens im Jahr 1773 durch Papst Clemens XIV. begonnen bzw. fortgesetzt. Die französische Monarchie unterstützte die Jesuitenmission in Peking weiterhin finanziell, weil sie als für den französischen Staat von Interesse angesehen wurde. Die Jesuiten waren die ersten Europäer, die sich eingehend mit der chinesischen Sprache, Literatur, Geschichte und Bevölkerung befassten, wobei der Schwerpunkt des Sammelwerkes auf den chinesischen Originalquellen lag.
Der erste Band der Mémoires beispielsweise enthält eine Übersetzung des Berichts des Qing-Kaisers Qianlong über seine Eroberungen in Westchina. Band 7 enthält Amiots wichtige Arbeit über chinesische Militärstrategie, einschließlich der ersten französischen Übersetzung von Sunzis berühmter Kunst des Krieges (5. Jahrhundert v. Chr.) sowie des Wuzi (4. Jhd. v. Chr.) und die Methoden des Sima (4. Jhd. v. Chr.). Außerdem enthält es Amiots Leben des Konfuzius (in Band 12), ein Werk, das großen Einfluss auf die französischen Philosophen des 18. Jahrhunderts hatte, die beeindruckt waren von der Art und Weise, wie der Konfuzianismus eine starke soziale Ordnung schuf, ohne sich auf religiöse Dogmen stützen zu müssen. Band 9 befasst sich mit den wichtigen chinesischen Praktiken zur Wasserregulierung und Überschwemmung. Er enthält u. a. einen illustrierten Bericht über eine Überschwemmung in Yanzhou fu, die 1742 stattfand.
Die Bände 16 und 17 wurden erst viel später, 1814, und unter einem anderen Impressum (A Paris, et à Strasbourg: Chez Treuttel et Würtz Libraires) veröffentlicht. Vollständige Sätze des Werkes sind auf dem Buchmarkt nur selten zu finden.